# الفريدو مورينو
الفريدو مورينو (بالإسبانية: Alfredo David Moreno)‏ (12 يناير 1980 بسانتياغو ديل استيرو في الأرجنتين - 8 ديسمبر 2021) هو لاعب كرة قدم أرجنتيني في مركز الهجوم. لعب مع بوكا جونيورز وتايجرز أونال وشاندونغ لونينغ ولوكوموتيف موسكو ونادي أطلس ونادي أمريكا ونادي بويبلا ونادي تشياباس ونادي تيخوانا ونادي راسينغ ونادي سان لويس ونادي نيكاكسا وتيبورونيس روخوس دي فيراكروز ونادي كواوتيتلان ‏ ونادي سيلايا وأتليتكو سان لويس.

## روابط خارجية
- الفريدو مورينو على موقع قاعدة بيانات كرة القدم.إي يو (الإنجليزية)
- الفريدو مورينو على موقع Soccerway.com (الإنجليزية)
- الفريدو مورينو على موقع AS.com (الإسبانية)